# Artzenheim
Artzenheim (Duits: Arzenheim) is een gemeente in het Franse departement Haut-Rhin in de regio Grand Est. De gemeente telde op 1 januari 2022 859 inwoners.

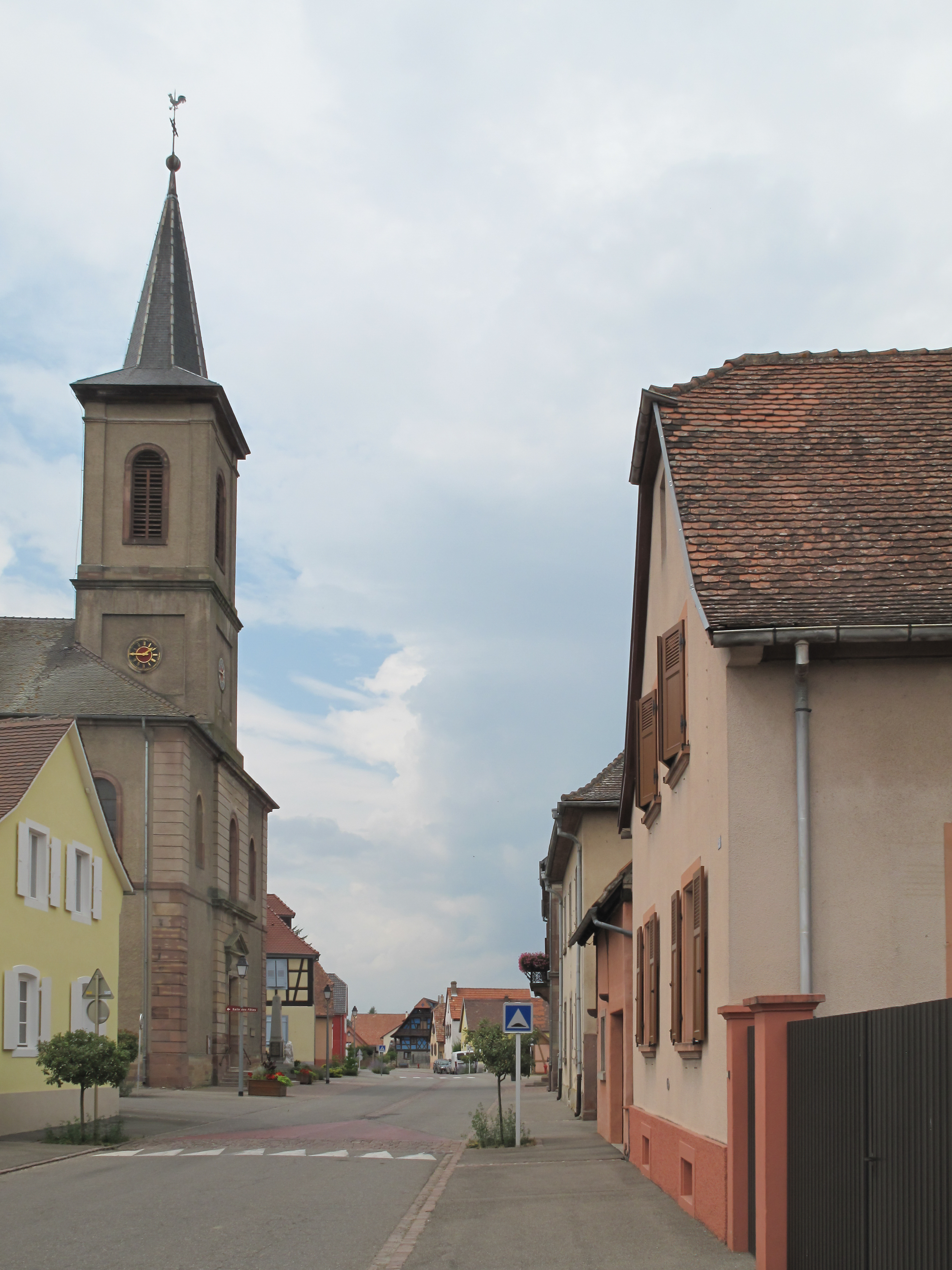
Artzenheim, kerk (église Saint-Jacques) in straatzicht

## Geschiedenis
Artzenheim maakte deel uit van het arrondissement Colmar tot dit op op 1 januari 2015 fuseerde met het arrondissement Ribeauvillé tot het arrondissement Colmar-Ribeauvillé.
De gemeente maakte deel uit van het kanton Andolsheim tot dit op 22 maart 2015 werd opgeheven en Artzenheim werd opgenomen in het kanton Ensisheim.

## Geografie
De oppervlakte van Artzenheim bedroeg op 1 januari 2022 9,69 vierkante kilometer; de bevolkingsdichtheid was toen 88,6 inwoners per km².

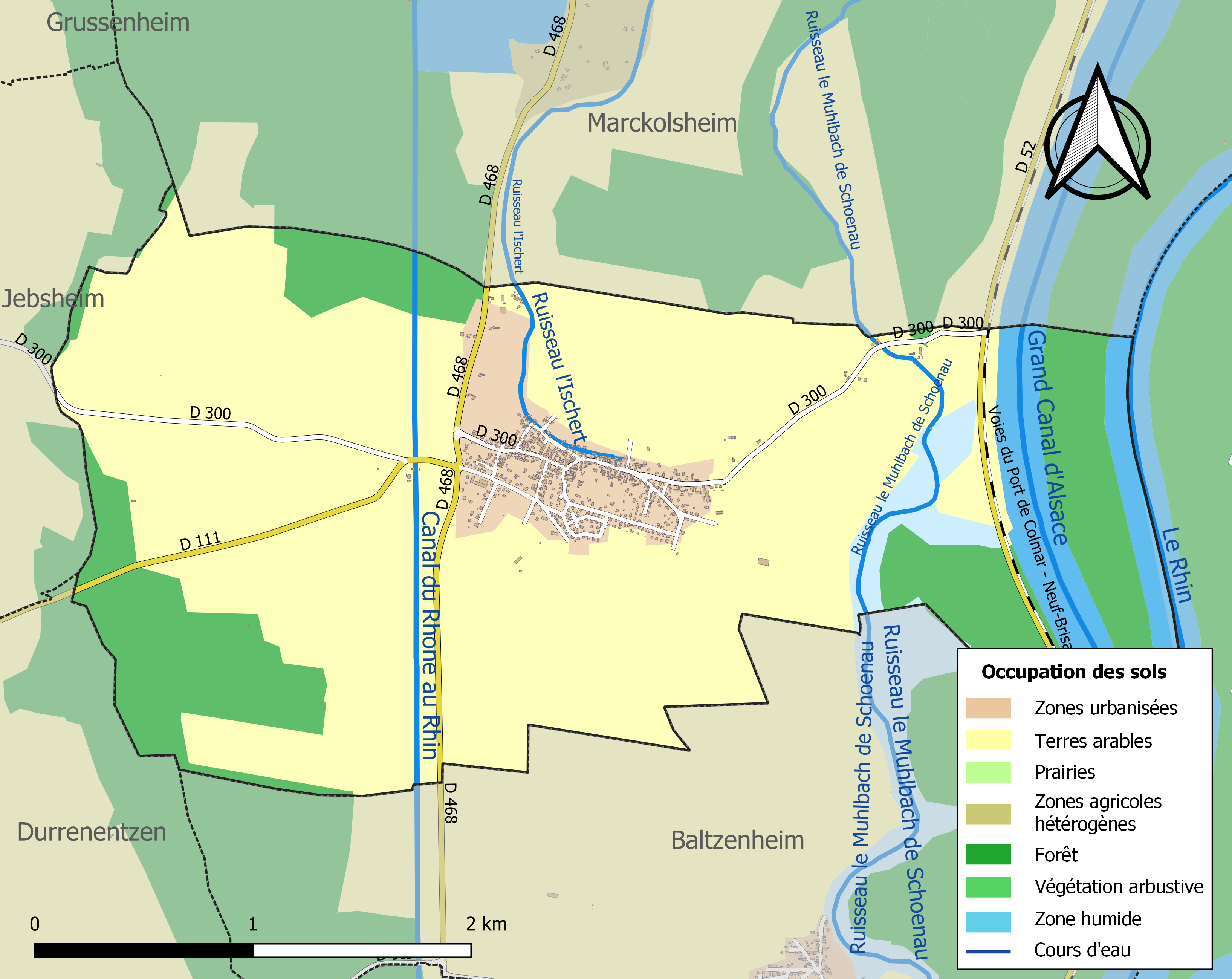
Kaart van de gemeente met de belangrijkste infrastructuur, bodemgebruik en omliggende gemeenten

## Demografie
Onderstaande figuur toont het verloop van het inwonertal (bron: INSEE-tellingen).